# Dalmeny
Dalmeny es un pueblo canadiense situado en la provincia de Saskatchewan.

## Superficie
Dalmeny tiene una superficie de 3,28 km².

## Demografía
En 2021, tenía 1766 habitantes, una densidad poblacional de 537,8 hab./km², y 627 viviendas.